# 牽招
牽招（？—？），字子經，安平郡觀津縣人，東漢末年人物。早年侍奉於刘备、何苗、袁紹、袁尚、後侍奉曹操、曹丕、曹叡三代。與三国志本传同卷的田豫齊名為北疆大將（詳見評價）。

## 生平

### 同契刘备
牵招与刘备，少长河朔，英雄同契，为刎颈之交。后来刘备鼎蜀续汉，牵招對此一直有所忌讳。

### 護屍還鄉
牽招十餘歲時為同縣樂隱的學生。後樂隱為車騎將軍何苗長史，牽招跟隨樂隱。何苗為董卓用計殺害後，樂隱亦被殺。牽招與同門史路為避難，共同殯斂樂隱還鄉。返鄉途中遇到山賊，同門史路逃走。山賊欲破壞棺材取棺材釘，牽招垂淚請求放過其師棺木。山賊感其忠義而放棄離去，牽招因此聲名大噪。

### 被遣求援
牽招出名後為袁紹任為督軍從事，兼領烏丸突騎。曾經對袁紹門下犯罪之人先斬後奏。建安九年（204年），曹操圍鄴城，牽招被袁尚遣至上黨，督運軍糧，未回而袁尚已經敗走。牽招再勸高幹迎接袁尚，高幹拒絕並且欲加害牽招，牽招因道路被阻不能回到袁尚處，轉而投奔曹操。

### 烏桓跪伏
烏桓欲出兵救袁譚，曹操因牽招曾經領導過烏丸兵派遣牽招與其交涉。當時公孫康正在派遣韓忠為使封乌丸峭王为单于。烏桓峭王以袁紹、曹操、公孫康都封其為单于向牽招發問，牽招與韓忠激辯後以韓忠背違王命欲把他當場殺死，峭王懼怕其行動，請求牽招放過韓忠，牽招再度向峭王曉以大義，峭王等下席跪伏，辭退韓忠，停止出兵。

### 安撫境內
曹操滅袁譚後封牽招為軍謀掾討伐烏丸。牽招至柳城，拜護烏丸校尉。建安十二年（207年）回鄴城，示袁尚首級於馬市，曹操下令敢有哭之者斬，但牽招見到有感悲傷，設祭頭下，大為悲哭。曹操因其忠義舉牽招為茂才。曹操平漢中封牽招為中護軍。回師後拜牽招平虜校尉，監督青州、徐州軍事，其間斬東萊賊帥，境內從此安寧。黃初二年（221年），曹丕封牽招護鮮卑校尉，屯昌平，在位期間廣佈恩信，招誘降附，如建義中郎將公孫集、鮮卑素利、彌加等十餘萬部落。

### 對抗邊境
曹軍攻東吳（見曹丕伐吳），召牽招值軍，值軍後封右中郎將，為雁門太守。山賊盛行，牽招教民戰陳，租調烏丸五百餘家。屢屢迎戰山賊，使民眾日益壯膽，更離間山賊，使其互相猜疑，山賊問題得以解決。鮮卑內鬥中，牽招幫助步度根、泄歸泥等與軻比能作戰，大破軻比能於雲中，鮮卑人附頭等歸附。揀選有才識者授教，數年間庫房充裕。牽招望準地勢，依山勢開鑿渠道，註水廣武郡城內，解決水源問題。曹叡即位，賜爵關內侯。

### 遺計平虜
太和二年，田豫為軻比能所圍，牽招不理當地官吏反對越境救田豫，與田豫共同大破軻比能。牽招認為諸葛亮意欲聯合軻比能夾攻曹魏，應作防備，但眾人以兩者相隔太遠而忽視，結果兩者聯合果然發生。牽招因此提出在邊境屯田養馬，守新興、雁門二牙門，在軻比能再犯邊境時可一舉殲滅，此計未及施行牽招已死。

## 子孫
- 牽嘉，長子。袭爵关内侯，與晉朝司徒李胤同母，早卒。
  - 牽秀，字成叔，牽嘉之子，以新安令博士為司空從事中郎。金谷二十四友之一。
- 牽弘，次子，有牽招之風，為隴西太守。隨鄧艾伐蜀有功，咸熙中為振威護軍。

## 評價
- 陳壽：「田豫居身清白，规略明练。牽招秉義壯烈，威績顯著。……而豫位止小州，招終於郡守，未盡其用也。」
- 孙楚：「干服其命是以夷狄窘迫，罔知所安。譬秋枯之陨晨风，激雹之不及掩耳也。伐叛柔服，威震沙漠，遗种远迹，万里无烟。烈烈君侯，文武允崇，少兼七德，翰飞抚戎。名扬河朔，威震汉中，临危运奇，在难匪从。」

## 延伸阅读
[在维基数据编辑]
 《三國志/卷26》，出自陳壽《三國志》